# West-Bruggekwartier
West-Bruggekwartier is een wijk in het westen van de binnenstad van Brugge. Ze wordt begrensd door de R30, met name de Hoefijzerlaan en Koning Albert I-laan, en de vesten, met name de Smedenvest en de Boeverievest. De wijk wordt van oost naar west doorsneden door de Smedenstraat, die de wijk in twee delen verdeelt. De deelwijk ten zuiden van de Smedenstraat wordt Boeveriewijk genoemd. Helemaal in het oosten van het West-Bruggekwartier, boven op de R30 en de Smedenrei, liggen 't Zand en de Vrijdagmarkt.
Door de aanleg van een spoorlijn rond 1837-1838 werd deze wijk afgescheiden van de rest van de binnenstad. Enkel aan de Smedenstraat was er een overweg. Later verdween deze spoorweg, maar kwam er een drukke weg voor in de plaats. Deze werd tussen 1978 en 1982 in een tunnel onder 't Zand gelegd.

## Straten in de wijk
Volgende straten bevinden zich in de wijk (onvolledig lijst):
- Brandstraat
- Greinschuurstraat
- Guido Gezellelaan
- Kleine Sint-Jansstraat
- Kreupelenstraat

- Paalstraat
- Zevensterrestraat

Deelgemeenten: Assebroek · Dudzele · Koolkerke · Lissewege · Sint-Andries · Sint-Kruis · Sint-Michiels

Zie ook: lijst van wijken en kernen in Brugge

Belgische gemeenten · Arrondissement Brugge · West-Vlaanderen · Vlaanderen